# Kunč
Kunč; v nekaterih virih Kunče, je zapuščeno kočevarsko naselje v Kočevskem Rogu. 
Kunč je bila v zgodovini manjša gručasta vas, ki je bila prvič omenjena že v 15. stoletju. Stoji na veliki jasi v osrednjem delu Kočevskega Roga, v skrajnem zahodnem delu Občine Dolenjske Toplice v sklopu naselja Podstenice. Vas je bila izseljena pozimi 1941/1942, v italijanski ofenzivi poleti 1942 pa je bila požgana. Kot samostojno naselje je bilo ukinjeno leta 1979 v okviru tedanje občine Novo mesto.
Danes na robu jase stojita zapuščena hiša in hlev z vodnjakom, po jasi pa je razsejano sadno drevje, katera je nasadil Anton Prosen. Jasa predstavlja prehodno območje za visoko divjad, na njej pa danes stojita dve lovski preži.
Kunč je vpisan v Register nepremične kulturne dediščine, pristojnost nad njim pa ima Zavod za varstvo kulturne dediščine Novo mesto.